# Автошлях Т 2312
| Маршрут: Т 2312             | Маршрут: Т 2312        |
| --------------------------- | ---------------------- |
| Хмельницький район          |                        |
| Городок                     | Р50, Т 2302, Т 0903    |
| Лісоводи                    | 7,5 км                 |
| Кам'янець-Подільський район |                        |
| Дубівка                     | 11,5 км                |
| Кутківці                    | 13,5 км                |
| Івахнівці                   | 19,5 км                |
| Р48                         | 22,2 км                |
| Вільхівці                   | 29,5 км                |
| Гусятин                     | 32,7 км Т 2002, Т 2011 |

Автошля́х Т 2312 (старе позначення: Р-108) — територіальний автомобільний шлях в Україні, Городок — Гусятин. Проходить територією Хмельницького і Кам'янець-Подільського районів Хмельницької області.
Починається в місті Городок від автошляху Р50, проходить через села Хмельницького і Кам'янець-Подільського районів, та закінчується у селі Гусятин, де на околиці селища Гусятин, Тернопільської області, переходить в автошлях Т 2002.
Основна (проїжджа) частина дороги має ширину 6 м, загальна ширина 9—12 м. Покриття — асфальт.
Загальна довжина — 30,7 км.